# Einschaltstrom

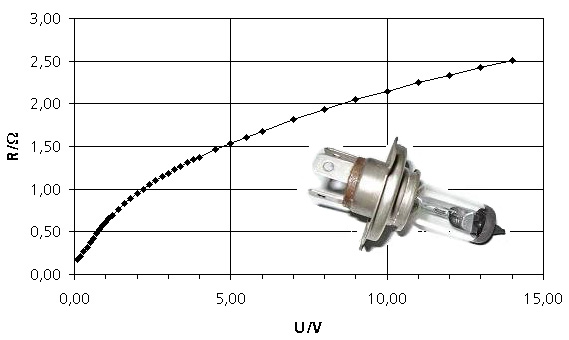
Widerstandsverlauf einer Glühlampe bei verschiedenen Spannungen; der Kaltwiderstand beträgt nur etwa 7 % desjenigen bei Betriebstemperatur, der Einschaltstrom folglich fast das 15fache des Nennwertes.

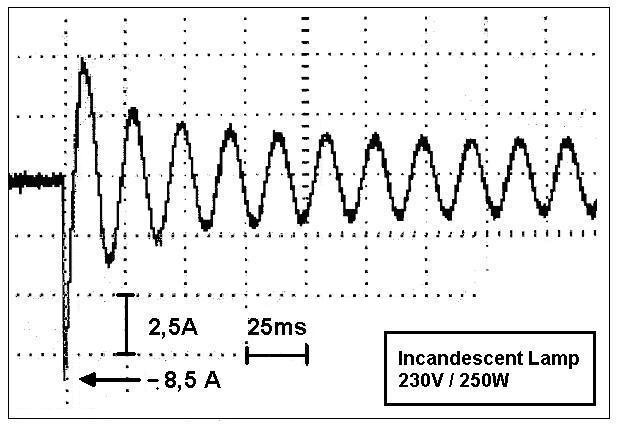
Einschaltstromverlauf einer Glühlampe 230 V~/250 W

Als Einschaltstrom bezeichnet man den elektrischen Strom, der unmittelbar nach dem Einschalten eines elektrischen Verbrauchers fließt. Er unterscheidet sich vom Nennstrom und muss bei der Auslegung elektrischer Betriebsmittel, wie Schalter, Sicherungen, Relais usw. berücksichtigt werden, da er ein Vielfaches des später fließenden Nennstromes betragen kann. Man kann den erhöhten Einschaltstrom jedoch auch mit geeigneten (Zusatz-)Schaltungen (Einschaltstrombegrenzer, auch Sanfteinschalter oder „Softstarter“ genannt) begrenzen oder ganz vermeiden.
Transformatoren, Schaltnetzteile, Elektromotoren, Glühlampen und Glühwendeln (z. B. die Heizdrähte von Elektronenröhren) weisen typischerweise einen hohen Einschaltstrom auf; dieser kann mehr als das 10fache des Arbeitsstroms betragen. Die Dauer des erhöhten Einschaltstromes kann je nach Typ des elektrischen Verbrauchers zwischen einigen Millisekunden und mehreren Sekunden betragen.
Elektrische Sicherungen und Leitungsschutzschalter müssen so bemessen sein, dass sie einerseits bei dauerhaften Überströmen auslösen, andererseits einen überhöhten Einschaltstrom tolerieren. Die Reaktion auf kurze Stromstöße wird als Auslösecharakteristik bezeichnet und muss auf den Einschaltstrom der angeschlossenen Geräte abgestimmt sein. Zum Beispiel besitzt der Schmelzdraht einer trägen Schmelzsicherung eine ausreichend hohe Wärmekapazität, die verhindert, dass seine Temperatur während des Einschaltstromes den kritischen Wert erreicht. Als Messgröße für das Auslösen der Sicherung gilt der {\displaystyle I^{2}t}-Wert, das Integral des Strom-Quadrats über die Zeit (Schmelzintegral). Dieser Wert repräsentiert die Energie, die während des Einschaltens von der Sicherung aufgenommen wird. Leitungsschutzschalter sind auch hinsichtlich der Ansprechschwelle ihrer Magnetauslösung (Kurzschlussauslösung) spezifiziert; um ein ungewolltes Auslösen zu vermeiden, darf der maximale Einschaltstrom diesen Wert nicht überschreiten.

## Ursachen für einen überhöhten Einschaltstrom

### Induktive Bauteile

Einschaltstrom I_{L} durch eine Spule als Funktion der Zeit. Die Zeitachse ist auf die Zeitkonstante τ normiert.

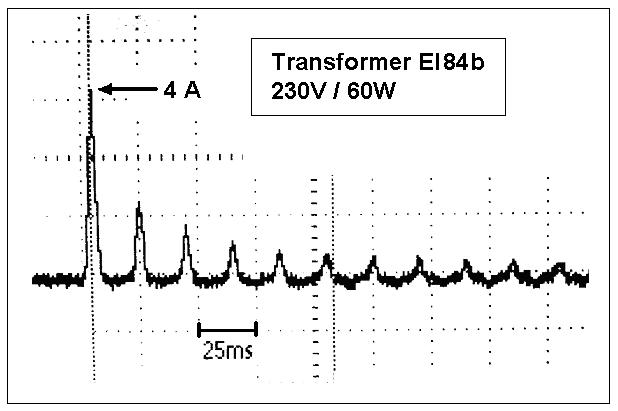
Einschaltstromverlauf an einem Netztransformator 230 V/60 W: die asymmetrischen Stromimpulse (Gleichstromanteil) bauen sich erst über mehrere Netzspannungsperioden hinweg ab.

Wird ein induktives Bauelement wie eine Spule an eine Gleichspannungsquelle gelegt, steigt der Einschaltstrom zunächst langsam an, weil die induzierte Gegenspannung der angelegten Spannung zufolge der Lenzsche Regel entgegenwirkt. Bei großen Induktivitäten kann es Sekunden dauern, bis der Nennstrom erreicht wird. Gleichstrommagnete und Relais haben daher immer Einschaltströme, die geringer als der Betriebsstrom sind.
Bei Wechselspannung kann hingegen kurz nach dem Einschalten ein erhöhter Strom fließen; bei idealen Spulen kann dieser maximal der doppelte Nennstrom sein. Wenn die Spule einen Eisenkern enthält, sind allerdings wesentlich höhere Einschaltströme möglich:
- Der Kern eines Transformators kann kurze Zeit nach dem Einschalten magnetisch gesättigt werden, insbesondere wenn er vormagnetisiert ist (Remanenz). In der Sättigung ist der Blindwiderstand der Spule gering und es kann ein Vielfaches des Nennstroms fließen. Ursache und Gegenmaßnahmen werden in Einschalten des Transformators genauer erklärt.
- Schütze und Zugmagnete, die mit Wechselspannung betrieben werden, verursachen hohe Einschaltströme, weil im Moment des Anzuges ein großer Luftspalt vorliegt und daher die Induktivität bzw. der Blindwiderstand klein sind.

### Motor
Elektromotoren (sowohl Gleich- als auch Wechselstrommotoren) haben einen hohen Einschaltstrom, weil für das Beschleunigen der drehenden Schwungmasse auf Nenndrehzahl mehr Leistung und damit mehr Strom als für das Halten der Drehzahl nötig ist. Dieser Anteil des Einschaltstroms wird als Anlaufstrom bezeichnet. Ein erhöhter Strom fließt bis zum Erreichen der stationären Drehzahl; je nach Größe des Motors, Schwungmasse und Last kann diese Zeit zwischen Sekundenbruchteilen und vielen Sekunden liegen.
Unter Vernachlässigung der Induktivität entspricht bei einem Gleichstrommotor der Anlaufstrom dem Strom bei stehendem Motor. Dieser lässt sich aus der angelegten Spannung {\displaystyle U} und dem Widerstand der Wicklungen {\displaystyle R} gemäß dem Ohmschen Gesetz berechnen:
{\displaystyle I_{\mathrm {A} }={\frac {U}{R}}}.
Bei einem laufenden Motor wird dagegen eine Spannung {\displaystyle U_{\mathrm {ind} }} induziert, die der Drehzahl proportional ist und der angelegten Klemmenspannung entgegengerichtet ist; der Strom {\displaystyle I} ist dann der Quotient aus der Differenz der beiden Spannungen und dem Widerstand:
{\displaystyle I={\frac {U-U_{\mathrm {ind} }}{R}}}.
Der hohe Anlaufstrom hat ein erhöhtes Drehmoment zur Folge, das den Motor beschleunigt. Der Strom nimmt bei steigender Drehzahl ab, bis die stationäre Drehzahl erreicht ist.
Bei Asynchronmotoren wird der induktive Widerstand der Wicklung bei Stillstand stark verringert, weil der Rotor (Kurzschlussläufer) ähnlich einer kurzgeschlossene Sekundärwicklung eines Transformators wirkt. Der induktive Widerstand steigt erst an, wenn der Läufer die Mitnahmedrehzahl erreicht, d. h. wenn die Drehzahl des Läufers nahezu diejenige des Drehfeldes erreicht hat. Der Kurzschlussläufer von Asynchronmotoren kann so gestaltet werden, dass der Anlaufstrom geringer ist, dann sinkt jedoch deren ohnehin geringes Anlaufmoment, (vom Motor erzeugbares Losbrechmoment) noch weiter ab und die Verluste nehmen zu.
Zusätzlich haben die meisten Elektromotoren für Wechselspannung (z. B. Asynchronmotoren) einen durch den Eisenkern bedingten Einschaltstrom (mögliche magnetische Sättigung, siehe Abschnitt „Induktive Bauteile“). Dieser Anteil des Einschaltstroms ist im Gegensatz zum Anlaufstrom nur von kurzer Dauer (einige Netzperioden). Ein typischer Asynchronmotor hat je nach Bauart eine magnetisch bedingte Einschaltstromüberhöhung vom 4–12 fachen und einen Anlaufstrom vom ca. 4–8 fachen seines Nennstromes.

### Kondensator

Einschaltstrom I_{C} durch eine Reihenschaltung von Widerstand und Kapazität als Funktion der Zeit

Kondensatoren sind normalerweise im Moment des Einschaltens noch nicht geladen und wirken – bei Gleichspannung – kurzzeitig wie ein Kurzschluss. Bei Wechselspannung hängt der Einschaltstrom von der Momentanspannung zu dem Zeitpunkt ab, an dem der Schalter geschlossen wird. Optimal ist bei entladenem Kondensator ein Nulldurchgangsschalter, weil dann der Einschaltstrom des Kondensators minimal ist.
Beispiele sind Kondensatoren zur Blindstromkompensation, u. a. bei Leuchtstofflampen.
Bei Ladekondensatoren nach dem Gleichrichter primär getakteter Schaltnetzteile und Frequenzumrichter reicht das Nullspannungseinschalten in der Regel nicht aus, einen hohen Einschaltstrom zu vermeiden. Hier eignen sich Softstartvorrichtungen, welche den noch nicht belasteten Ladekondensator, Glättungskondensator, schrittweise auf die Scheitelspannung des Stromnetzes aufladen.
Für kapazitive Einschaltvorgänge werden Softstarter, elektronische Einschaltstrombegrenzungs-Schaltungen oder Heißleiter verwendet.

### Verbraucher mit Kaltleiter-Verhalten

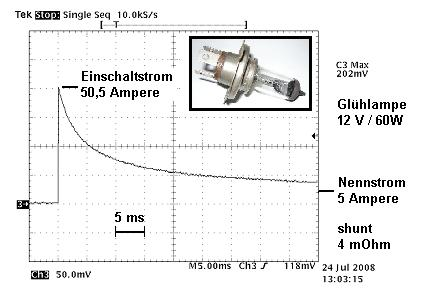
Einschaltstrom einer KFZ-Glühlampe

Glühlampen und Heizwendeln (z. B. Heizstrahler, Kathodenheizung von Elektronenröhren) sind metallische Kaltleiter, sie leiten besonders gut, wenn sie kalt sind. Erwärmen sie sich durch den durchfließenden Strom, so steigt ihr ohmscher Widerstand, wodurch der Strom erst dann auf den Nennwert absinkt. Je höher die Arbeitstemperatur und die Reinheit der Metalle der Glühwendeln sind, desto höher ist der Einschaltstromstoß; daher ist der Einschaltstromstoß bei Halogenlampen und Projektionslampen besonders hoch und kann das 15fache des Nennstroms überschreiten.
Der Einschaltstrom von Glühlampen und Heizwendeln lässt sich kaum verringern, indem sie im Spannungsminimum der Wechselspannung eingeschaltet werden, da der Prozess der Erwärmung mehrere Perioden der Wechselspannung umfasst (siehe Bild oben).
Radiatoren und Elektroherde haben dagegen keine erhöhten Einschaltströme, da ihre Heizelemente aus Legierungen wie Konstantan bestehen, deren Widerstand nur wenig von der Temperatur abhängt, und die Arbeitstemperaturen geringer sind als bei Glühlampen.

## Gegenmaßnahmen
Für Elektromotoren und Transformatoren existieren spezielle Geräte zur Begrenzung des Einschaltstromes, sie sind unter anderem im Artikel Sanftanlauf genannt. Bei einphasigen Wechselstrommotoren und Drehstrommotoren schafft eine Phasenanschnittsteuerung Abhilfe (Sanftanlauf), bei Drehstrommotoren auch ein Frequenzumrichter. Zur Anlaufstrombegrenzung bei Asynchron-Kurzschlussläufer-Drehstrommotoren dient auch die klassische Stern-Dreieck-Anlaufschaltung.
Bei kleineren Transformatoren und Kondensatorlasten (Schaltnetzteile) ist oft ein Einschaltstrombegrenzer mit Heißleiter (NTC) vorgeschaltet. Auch den Heizwendeln der Elektronenröhren älterer Röhrengeräte mit Serienheizung waren Heißleiter (URDOX-Widerstand) vorgeschaltet, um den Einschaltstrom zu begrenzen – dort verhinderten sie jedoch ein Durchbrennen der Heizwendeln. Transformatoren können auch mit einem Trafoschaltrelais ganz ohne Einschaltstrom eingeschaltet werden.
Schaltnetzteile können mit einer Sonderbauform des Trafoschaltrelais ohne Einschaltstromspitze eingeschaltet werden.
Leistungsstarke Glühlampen, die beispielsweise bei Bühnenbeleuchtungen oder Lichtorgeln sehr häufig geschaltet werden müssen, werden oft vorgewärmt betrieben, also nur so stark gedimmt, dass sie gerade eben noch nicht sichtbar leuchten (Pre Heat). Durch diese Maßnahme wird der Einschaltstrom deutlich verringert, was nicht nur die Stromstöße auf dem Netz vermeidet, sondern auch die Lebensdauer der Glühlampen vergrößert.
Das Pre Heat verringert den hohen Einschaltstromstoß vom bis 15fachen des Nennstromes auf etwa das 1,5 bis 4fache und verringert die beim Hochdimmen verstreichende Zeit bis zur vollen Lichtabgabe.